# Francesco Cilea
Francesco Cilea (Palmi, 23 de julho de 1866 — Varazze, 20 de novembro de 1950) foi um compositor italiano. É particularmente conhecido pelas óperas L'arlesiana e Adriana Lecouvreur.

## Obras
Óperas
- Gina (1889)
- La Tilda (1892)
- L'arlesiana (1897)
- Adriana Lecouvreur (1902)
- Gloria (1907)

Outros trabalhos
- Foglio d'album op. 41
- Gocce di rugiada
- L'arcolaio
- Melodia in fa maggiore
- Poema Sinfonico in onore di G. Verdi
- Romanza in la maggiore
- Sonata in re maggiore op. 38 per violoncello e pianoforte (1888)
- Valzer in re bemolle maggiore